# Poecilolycia atrifacies
Poecilolycia atrifacies är en tvåvingeart som beskrevs av Shatalkin 1993. Poecilolycia atrifacies ingår i släktet Poecilolycia och familjen lövflugor. Inga underarter finns listade i Catalogue of Life.